# Phrynomantis annectens
Espèce
Synonymes
- Phrynomantis nasuta Methuen & Hewitt, 1913
- Hoplophryne marmorata Ahl, 1934

Statut de conservation UICN

 LC  : Préoccupation mineure
Phrynomantis annectens est une espèce d'amphibiens de la famille des Microhylidae.

## Répartition
Cette espèce se rencontre entre 600 et 1 200 m d'altitude, :
- dans le sud-ouest de l'Angola ;
- dans l'est de la Namibie ;
- dans le nord-ouest de la province de Cap-du-Nord en Afrique du Sud.

## Publication originale
- Werner, 1910 : Reptilia et Amphibia. Denkschriften, Medicinisch-naturwissenschaftliche Gesellschaft zu Jena, vol. 16, p. 279-370 (texte intégral).